# (2658) Gingerich
(2658) Gingerich (1980 CK) – planetoida z pasa głównego asteroid okrążająca Słońce w ciągu 5,42 lat w średniej odległości 3,08 j.a. Odkryta 13 lutego 1980 roku.